# Cacciamali TCI 840 GT
Le Cacciamali TCI 840 GT est un autocar GT de taille midi fabriqué et commercialisé par le carrossier  italien Cacciamali sur une base Iveco à partir de 2003 jusqu'en 2010.

## Histoire
Ce midibus/autocar est dû au carrossier italien Cacciamali qui a toujours réalisé ses nombreux modèles d'autocar et autobus sur des bases Fiat V.I. à l'origine puis Iveco. Le TCI 840 a été développé en 2003 sur la base du châssis Iveco EuroMidi équipé du moteur Iveco Tector 6 type F4AE EEV, Euro IV puis Euro V.
D'abord présenté sous la forme classique d'un midibus de ligne extra-urbaine, il a été décliné en version grand tourisme sous le label 840 GT.
Ce véhicule a été choisi par la compagnie de transport suisse CarPostal pour assurer le service dans les zones montagneuses du pays où les autobus standard ne pouvaient pas circuler en raison e leur longueur trop importante.

## Les dérivés

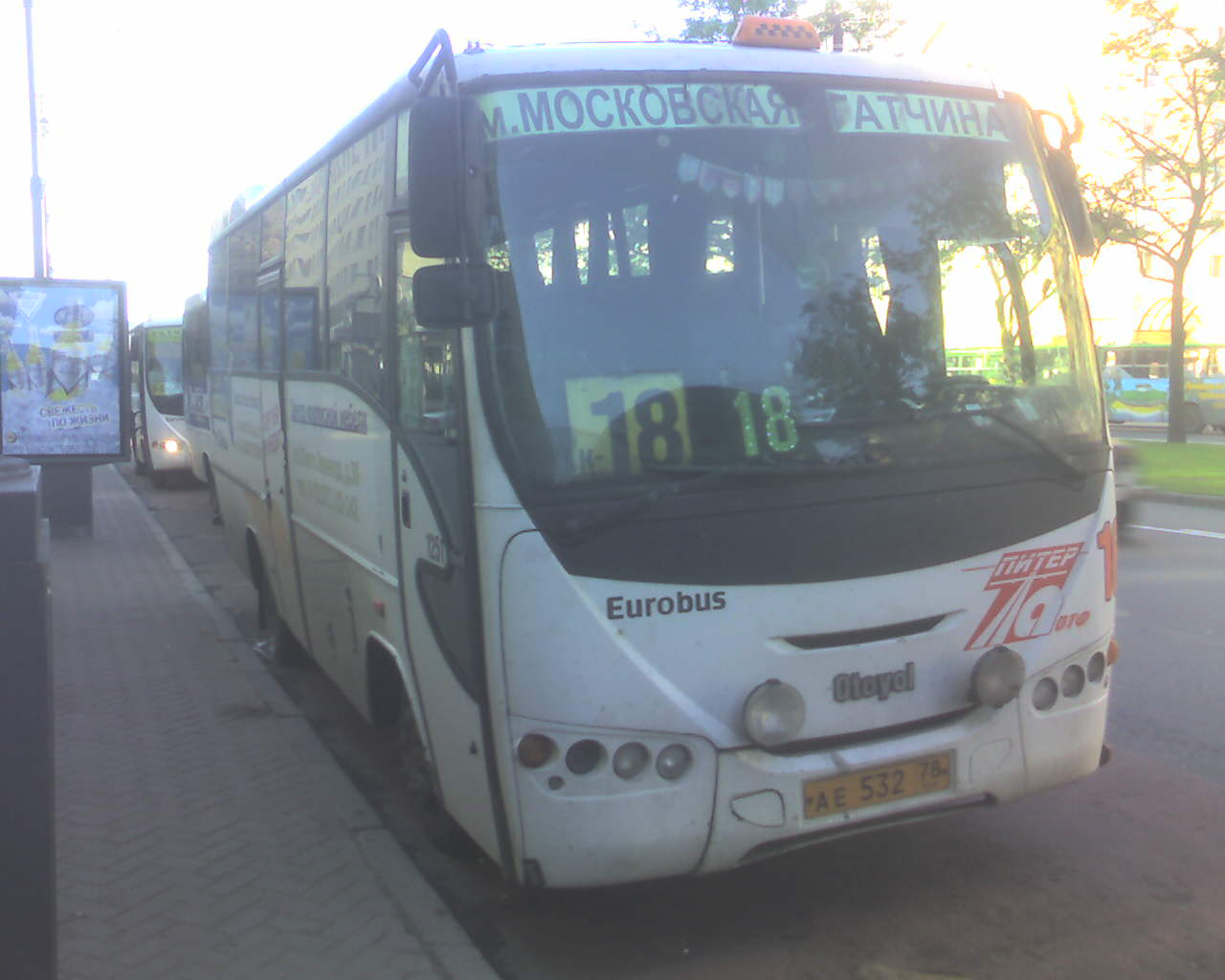
Otoyl Eurobus E.29.14 à Saint Petersbourg (Russie 2007)

### En Turquie
Le carrossier a toujours été très lié au groupe Fiat. Une variante du TCI 840 de base a été réalisée pour la filiale turque d'Iveco Bus, Otoyol qui a produit sous licence les modèles de ligne Otoyol EuroBus E.29 et urbain M.29. Ces véhicules ont été exportés dans de nombreux pays (ex) de l'Est.

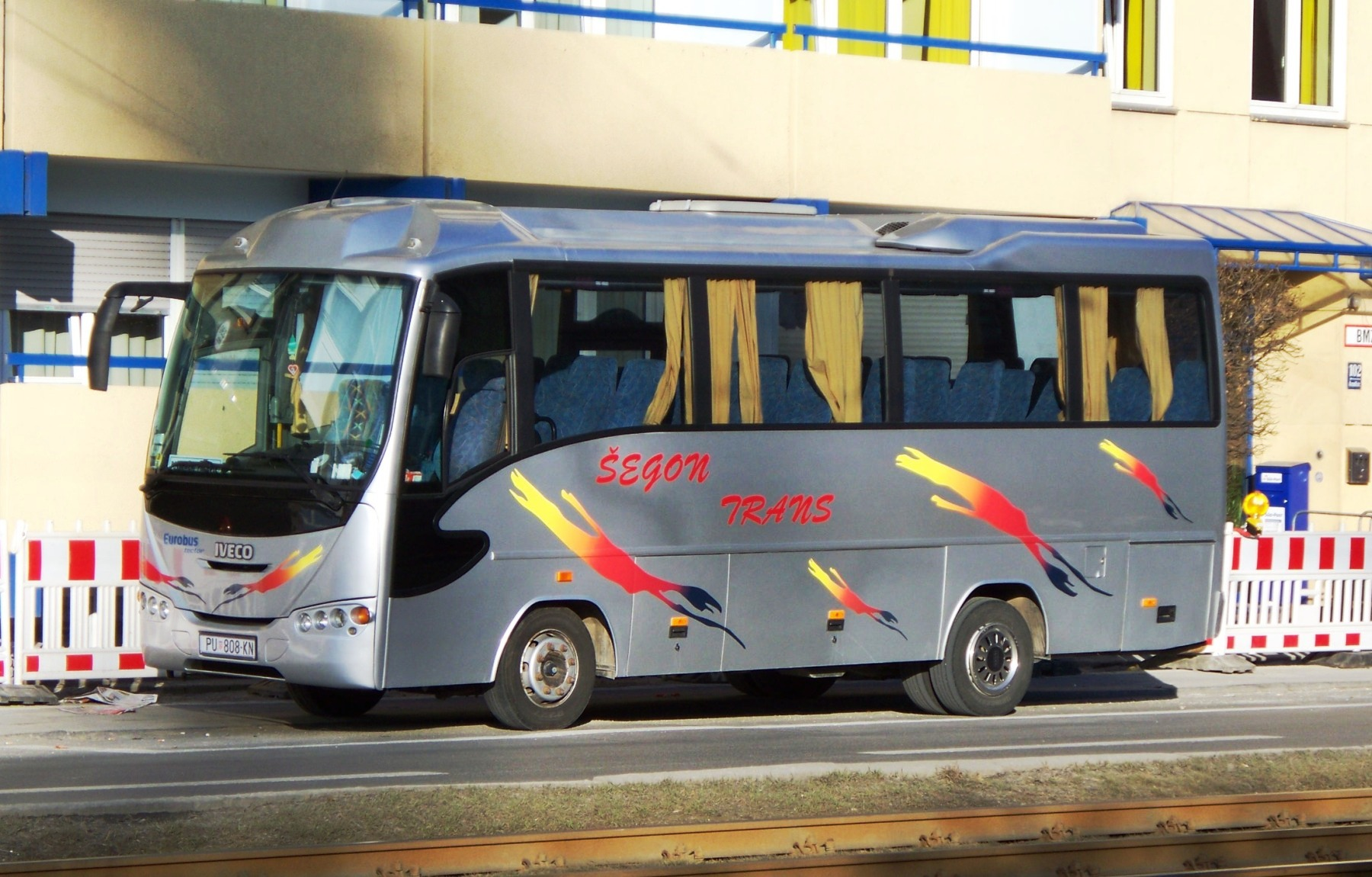
Iveco Eurobus en Croatie

À partir de 2008, le véhicule a été mis à jour, produit par l'autre constructeur turc Otokar et commercialisé sous le nom Iveco Eurobus. Sa production a été arrêtée en 2013.

### Pologne

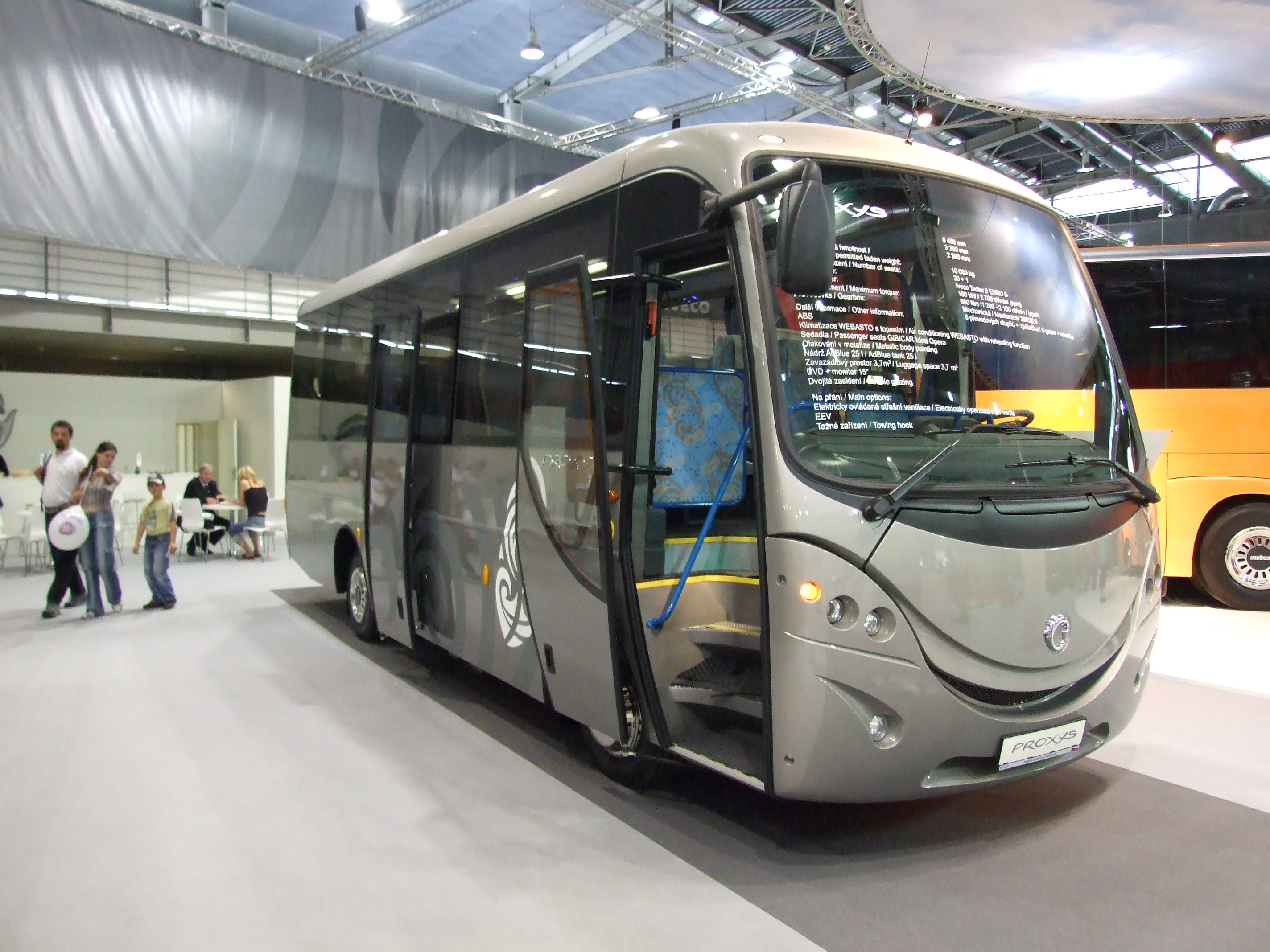
Irisbus Proxys

En 2000, le carrossier italien avait racheté à Scania la société polonaise Kapena pour y produire localement des autobus pour les marchés des (ex) pays de l'Est.
Avec l'appui d'Iveco, le TCI 840 GT a été retravaillé pour devenir l'Irisbus Proway en version ligne inter-urbaine et Proxys en version GT.
Ces deux véhicules ont fait leurs débuts en juin 2008 lors du Salon Autotec à Brno. La production sous licence par Kapena a débuté en été 2008 dans l'usine de Słupsk. Le bus est construit sur la base d'un châssis Iveco MidiRider produit par l'usine italienne de Brescia et propulsé par un moteur 6 cylindres Iveco Tector 6 de 5 880 cm3 de cylindrée développant une puissance de 160 kW (217 ch) à 2.700 tr/min, respectant la norme Euro 5. Le moteur est situé à l'avant de l'essieu avant. La suspension utilisée dans le modèle est entièrement pneumatique et contrôlée par le système ECAS.
Le véhicule est fabriqué en deux longueurs : 7.650 mm et 8.450 mm. Le volume du coffre à bagages varie de 2,4 m3 pour le modèle le plus petit à 3,7 m3 pour le plus long. La carrosserie est en acier galvanisé aux propriétés anticorrosion améliorées ou en acier inoxydable. Le modèle court peut accueillir jusqu'à 28 passagers, le modèle long, selon la distribution intérieure, peut aller jusqu'à 36 fauteuils fabriqués par la société italienne Gibicar. Ils sont tous équipés de la climatisation Webasto.